# Revolution Renaissance (álbum)
Revolution Renaissance es un álbum demo de la banda finlandesa de power metal Stratovarius. Únicamente fue publicado en su sitio web con 10 temas con el mismo orden de su glorioso álbum Visions. Este demo son las muestra del disco New Era de la banda Revolution Renaissance. Timo Tolkki había vendido los demos en la primavera del 2007. Es más reconocido como el disco fantasma de Stratovarius y la única canción que salió a la luz y en vivo que iba a ser el sencillo del disco fue "Last Night On Earth" publicado el 4 de agosto del 2007.

## Listado de canciones
1. "Heroes" - 4:53
2. "I Did It My Way" - 4:25
3. "We Are Magic" - 6:10
4. "Angel" - 4:42
5. "Eden Is Burning" - 5:03
6. "Glorious and Divine" - 4:44
7. "Born Upon the Cross" - 5:23
8. "Keep the Flame Alive" - 4:40
9. "Last Night On Earth"  - 4:43
10. "Revolution Renaissance" - 5:52

## Miembros
- Timo Kotipelto - Voces
- Timo Tolkki - Guitarra
- Lauri Porra - Bajo
- Jens Johansson - Teclado
- Jörg Michael - Batería

## Compositores
- Timo Tolkki